# Kanada vid världsmästerskapen i friidrott 2023
Kanada tävlade vid världsmästerskapen i friidrott 2023 i Budapest i Ungern mellan den 19 och 27 augusti 2023.

## Medaljörer
| Medalj | Namn           | Gren                    | Datum      |
| ------ | -------------- | ----------------------- | ---------- |
| Guld   | Ethan Katzberg | Herrarnas släggkastning | 20 augusti |
| Guld   | Camryn Rogers  | Damernas släggkastning  | 24 augusti |
| Guld   | Marco Arop     | Herrarnas 800 meter     | 26 augusti |
| Guld   | Pierce LePage  | Herrarnas tiokamp       | 26 augusti |
| Silver | Damian Warner  | Herrarnas tiokamp       | 26 augusti |
| Silver | Sarah Mitton   | Damernas kulstötning    | 26 augusti |

## Resultat
Kanadas trupp bestod av 55 idrottare.

### Herrar
Gång- och löpgrenar
| Idrottare                                              | Gren                  | Försöksheat | Försöksheat | Semifinal        | Semifinal        | Final            | Final            |
| Idrottare                                              | Gren                  | Resultat    | Placering   | Resultat         | Placering        | Resultat         | Placering        |
| ------------------------------------------------------ | --------------------- | ----------- | ----------- | ---------------- | ---------------- | ---------------- | ---------------- |
| Jerome Blake                                           | 100 meter             | 10,29       | 5           | Gick inte vidare | Gick inte vidare | Gick inte vidare | Gick inte vidare |
| Brendon Rodney                                         | 100 meter             | 10,16       | 4 q         | 10,25            | 7                | Gick inte vidare | Gick inte vidare |
| Aaron Brown                                            | 200 meter             | 20,08       | 2 Q         | 0DSQ0            | 0DSQ0            | Gick inte vidare | Gick inte vidare |
| Andre De Grasse                                        | 200 meter             | 20,28       | 2 Q         | 20,10            | 3 q              | 20,14            | 6                |
| Brendon Rodney                                         | 200 meter             | 20,14 0SB0  | 1 Q         | 20,27            | 4                | Gick inte vidare | Gick inte vidare |
| Marco Arop                                             | 800 meter             | 1.45,05     | 1 Q         | 1.44,02          | 1 Q              | 1.44,24          | 1                |
| Abdullahi Hassan                                       | 800 meter             | 1.46,33     | 5           | Gick inte vidare | Gick inte vidare | Gick inte vidare | Gick inte vidare |
| Kieran Lumb                                            | 1 500 meter           | 3.36,66     | 8           | Gick inte vidare | Gick inte vidare | Gick inte vidare | Gick inte vidare |
| Charles Philibert-Thiboutot                            | 1 500 meter           | 3.34,60     | 6 Q         | 3.37,41          | 10               | Gick inte vidare | Gick inte vidare |
| Mohammed Ahmed                                         | 5 000 meter           | 13.33,16    | 3 Q         | —                | —                | 13.12,92         | 7                |
| Ben Flanagan                                           | 5 000 meter           | 13.38,69    | 11          | —                | —                | Gick inte vidare | Gick inte vidare |
| Mohammed Ahmed                                         | 10 000 meter          | —           | —           | —                | —                | 27.56,43 0SB0    | 6                |
| Justin Kent                                            | Maraton               | —           | —           | —                | —                | 2:15.26          | 30               |
| Rory Linkletter                                        | Maraton               | —           | —           | —                | —                | 2:12.16 0SB0     | 19               |
| Ben Preisner                                           | Maraton               | —           | —           | —                | —                | 2:15.02 0SB0     | 28               |
| Jean-Simon Desgagnés                                   | 3 000 meter hinder    | 8.20,04     | 2 Q         | —                | —                | 8.15,58 0PB0     | 7                |
| Evan Dunfee                                            | 20 kilometer gång     | —           | —           | —                | —                | 1:18.03 0NR0     | 4                |
| Evan Dunfee                                            | 35 kilometer gång     | —           | —           | —                | —                | 2:25.28 0SB0     | 4                |
| Aaron Brown Jerome Blake Brendon Rodney Bolade Ajomale | 4 × 100 meter stafett | 38,25       | 6           | —                | —                | Gick inte vidare | Gick inte vidare |

Teknikgrenar
| Django Lovett  | Höjdhopp      | 2,22 0SB0  | 27   | Gick inte vidare | Gick inte vidare | Gick inte vidare | Gick inte vidare |
| Mark Bujnowski | Kulstötning   | 18,84      | 33   | Gick inte vidare | Gick inte vidare |                  |                  |
| Rowan Hamilton | Släggkastning | 74,14      | 13   | Gick inte vidare | Gick inte vidare |                  |                  |
| Ethan Katzberg | Släggkastning | 81,18 0NR0 | 1 Q  | 81,25 0NR0       | 1                |                  |                  |
| Adam Keenan    | Släggkastning | 74,56      | 12 q | 74,49            | 11               |                  |                  |

Mångkamp – Tiokamp
| Idrottare     | Gren     | 100 m | Längd     | Kula  | Höjd      | 400 m      | 110 m häck | Diskus | Stav | Spjut      | 1 500 m      | Totalt     | Placering |
| ------------- | -------- | ----- | --------- | ----- | --------- | ---------- | ---------- | ------ | ---- | ---------- | ------------ | ---------- | --------- |
| Pierce LePage | Resultat | 10,45 | 7,59      | 15,81 | 2,08 0SB0 | 47,21 0SB0 | 13,77 0PB0 | 50,98  | 5,20 | 60,90      | 4.39,88 0SB0 | 8 909 0VB0 | 1         |
| Pierce LePage | Poäng    | 987   | 957       | 840   | 878       | 948        | 1004       | 891    | 972  | 751        | 681          | 8 909 0VB0 | 1         |
| Damian Warner | Resultat | 10,32 | 7,77 0SB0 | 15,03 | 2,05 0SB0 | 47,86      | 13,67      | 45,82  | 4,90 | 63,09 0SB0 | 4.27,73      | 8 804 0SB0 | 2         |
| Damian Warner | Poäng    | 1 018 | 1 002     | 792   | 850       | 916        | 1 018      | 784    | 880  | 784        | 760          | 8 804 0SB0 | 2         |

### Damer
Gång- och löpgrenar
| Idrottare                                                 | Gren                  | Försöksheat  | Försöksheat | Semifinal        | Semifinal        | Final            | Final            |
| Idrottare                                                 | Gren                  | Resultat     | Placering   | Resultat         | Placering        | Resultat         | Placering        |
| --------------------------------------------------------- | --------------------- | ------------ | ----------- | ---------------- | ---------------- | ---------------- | ---------------- |
| Khamica Bingham                                           | 100 meter             | 11,29        | 5           | Gick inte vidare | Gick inte vidare | Gick inte vidare | Gick inte vidare |
| Kyra Constantine                                          | 400 meter             | 52,28        | 6           | Gick inte vidare | Gick inte vidare | Gick inte vidare | Gick inte vidare |
| Grace Konrad                                              | 400 meter             | 51,60 0PB0   | 5           | Gick inte vidare | Gick inte vidare | Gick inte vidare | Gick inte vidare |
| Madeleine Kelly                                           | 800 meter             | 2.04,72      | 8           | Gick inte vidare | Gick inte vidare | Gick inte vidare | Gick inte vidare |
| Jazz Shukla                                               | 800 meter             | 2.00,30 0PB0 | 4 q         | 2.00,23 0PB0     | 7                | Gick inte vidare | Gick inte vidare |
| Kate Current                                              | 1 500 meter           | 4.07,23 0PB0 | 9           | Gick inte vidare | Gick inte vidare | Gick inte vidare | Gick inte vidare |
| Simone Plourde                                            | 1 500 meter           | 4.07,04      | 10          | Gick inte vidare | Gick inte vidare | Gick inte vidare | Gick inte vidare |
| Lucia Stafford                                            | 1 500 meter           | 4.05,21      | 7           | Gick inte vidare | Gick inte vidare | Gick inte vidare | Gick inte vidare |
| Briana Scott                                              | 5 000 meter           | 15.42,56     | 19          | —                | —                | Gick inte vidare | Gick inte vidare |
| Julie-Ann Staehli                                         | 5 000 meter           | 15.24,09     | 15          | —                | —                | Gick inte vidare | Gick inte vidare |
| Erin Teschuk                                              | 5 000 meter           | 15.56,54     | 18          | —                | —                | Gick inte vidare | Gick inte vidare |
| Sasha Gollish                                             | Maraton               | —            | —           | —                | —                | 2:45.09 0SB0     | 61               |
| Natasha Wodak                                             | Maraton               | —            | —           | —                | —                | 2:30.09 0SB0     | 15               |
| Mariam Abdul-Rashid                                       | 100 meter häck        | 13,04        | 6           | Gick inte vidare | Gick inte vidare | Gick inte vidare | Gick inte vidare |
| Michelle Harrison                                         | 100 meter häck        | 12,88        | 6 q         | 13,05            | 8                | Gick inte vidare | Gick inte vidare |
| Brooke Overholt                                           | 400 meter häck        | 56,20        | 7           | Gick inte vidare | Gick inte vidare | Gick inte vidare | Gick inte vidare |
| Savannah Sutherland                                       | 400 meter häck        | 55,85        | 4 Q         | 54,99            | 6                | Gick inte vidare | Gick inte vidare |
| Ceili McCabe                                              | 3 000 meter hinder    | 9.29,30      | 6           | —                | —                | Gick inte vidare | Gick inte vidare |
| Regan Yee                                                 | 3 000 meter hinder    | 9.26,39      | 8           | —                | —                | Gick inte vidare | Gick inte vidare |
| Zoe Sherar Aiyanna Stiverne Kyra Constantine Grace Konrad | 4 × 400 meter stafett | 3.23,29 0SB0 | 2 Q         | —                | —                | 3.22,42 0SB0     | 4                |

Teknikgrenar
| Idrottare     | Gren          | Kval    | Kval      | Final            | Final            |
| Idrottare     | Gren          | Distans | Placering | Distans          | Placering        |
| ------------- | ------------- | ------- | --------- | ---------------- | ---------------- |
| Anicka Newell | Stavhopp      | 4,35    | 24        | Gick inte vidare | Gick inte vidare |
| Alysha Newman | Stavhopp      | 4,50    | 18        | Gick inte vidare | Gick inte vidare |
| Sarah Mitton  | Kulstötning   | 19,37   | 5 Q       | 20,08 0SB0       | 2                |
| Grace Tennant | Kulstötning   | NM      | NM        | Gick inte vidare | Gick inte vidare |
| Camryn Rogers | Släggkastning | 73,95   | 4 Q       | 77,22            | 1                |
| Jillian Weir  | Släggkastning | 67,48   | 27        | Gick inte vidare | Gick inte vidare |